# Plazuela del Patín
La plazuela del Patín fue un espacio público de la ciudad española de Segovia, ya desaparecido.

## Descripción
La plazuela estaba situada entre la calle de la Infanta Isabel y la de la Herrería, en un espacio en el que ya solo queda la travesía del mismo nombre. Aparece descrita en Las calles de Segovia (1918) de Mariano Sáez y Romero con las siguientes palabras:

Patín (Plazuela del).—Está entre la calle de Infanta Isabel y de la Herrería. Se llama así por ser un pequeño patio rodeado todo de casas, al que se llega por unos soportales o zaguanes que dan a las dos calles adyacentes. Sus casas son antiguas, dedicadas al despacho de vino y de comidas y es uno de los sitios clásicos de la antigua Segovia y que merece conservarse. Allí estaba la célebre posada llamada de Pan y medio.
(Sáez y Romero, 1918, p. 128)